# Diadophis punctatus stictogenys
Diadophis punctatus stictogenys is een slang uit de familie toornslangachtigen (Colubridae) en de onderfamilie Dipsadinae. Het is een van de dertien ondersoorten van de ringnekslang (Diadophis punctatus). De ondersoort werd voor het eerst wetenschappelijk beschreven door Edward Drinker Cope in 1860.
Diadophis punctatus stictogenys komt endemisch voor in Verenigde Staten en meer specifiek de staten Arkansas, Illinois en Texas. De habitat bestaat uit verschillende biotopen zoals dennenbossen en begroeide heuvels.
De slang bereikt een lichaamslengte van 20 tot 50 centimeter. De lichaamskleur is grijs. De buikzijde is geel gekleurd en de onderzijde van de staart is oranje gekleurd. De buikzijde is voorzien van een vlekkenpatroon dat bestaat uit een dubbele rij zwarte, halvemaanvormige vlekken. De ring om de nek waaraan de soortnaam te danken is, is meestal onderbroken.